# Gymnobela engonia
Gymnobela engonia är en snäckart som beskrevs av Addison Emery Verrill 1884. Gymnobela engonia ingår i släktet Gymnobela och familjen kägelsnäckor. Inga underarter finns listade i Catalogue of Life.